# Roger Evans Howe
Roger Evans Howe (né le 23 mai 1945) est professeur émérite William R. Kenan Jr. de mathématiques à l'Université Yale et a occupé la chaire Curtis D. Robert en éducation aux Mathematiques à l'Université A&M du Texas. Il est connu pour ses contributions à la théorie des représentations, en particulier pour la notion de paire duale réductrice et la correspondance de Howe, et ses contributions à l'enseignement des mathématiques.

## Biographie
Il fréquente l'Ithaca High School, puis l'Université Harvard en tant que premier cycle, devenant un Putnam Fellow en 1964. Il obtient son doctorat de l'Université de Californie à Berkeley en 1969. Sa thèse, intitulée On representations of nilpotent groups, est rédigée sous la direction de Calvin C. Moore. Entre 1969 et 1974, Howe enseigne à l'Université d'État de New York à Stony Brook avant de rejoindre la faculté de Yale en 1974. Il a comme doctorants Ju-Lee Kim, Jian-Shu Li, Zeev Rudnick, Eng-Chye Tan et Chen-Bo Zhu. Il part à la Texas A&M University en 2015.
Il est membre de l'Académie américaine des arts et des sciences depuis 1993 et membre de l'Académie nationale des sciences depuis 1994.
Howe reçoit un Prix Halmos-Ford en 1984. En 2006, il reçoit le Distinguished Public Service Award de l'American Mathematical Society en reconnaissance de ses "contributions multiformes aux mathématiques et à l'enseignement des mathématiques". En 2012, il devient membre de l'American Mathematical Society. En 2015, il reçoit le premier prix d'excellence en enseignement des mathématiques.

## Publications
- Roger Howe, "Tamely ramified supercuspidal representations of Gln", Pacific Journal of Mathematics 73 (1977), no. 2, 437–460.
- Roger Howe and Calvin C. Moore, "Asymptotic properties of unitary representations", Journal of Functional Analysis 32 (1979), no. 1, 72–96.
- Roger Howe, "θ-series and invariant theory", in Automorphic forms, representations and L-functions (Proc. Sympos. Pure Math., XXXIII, American Mathematical Society), pp. 275–285, (1979).
- Roger Howe, "Wave front sets of representations of Lie groups". Automorphic forms, representation theory and arithmetic (Bombay, 1979), pp. 117–140, Tata Inst. Fund. Res. Studies in Math., 10, Tata Inst. Fundamental Res., Bombay, 1981.
- Roger Howe, "On a notion of rank for unitary representations of the classical groups". Harmonic analysis and group representations, 223–331, Liguori, Naples, 1982.
- Roger Howe, Remarks on classical invariant theory, vol. 313, 1989, 539–570 p. (ISSN 0002-9947, DOI 10.2307/2001418 , JSTOR 2001418, MR 0986027), chap. 2
- Roger Howe, Transcending classical invariant theory, vol. 2, 1989, 535–552 p. (DOI 10.1090/S0894-0347-1989-0985172-6 ), chap. 3
- Roger Howe, "Perspectives on invariant theory: Schur duality, multiplicity-free actions and beyond". The Schur lectures (1992) (Tel Aviv), 1–182, Israel Math. Conf. Proc., 8, Bar-Ilan Univ., Ramat Gan, 1995.
- Roger Howe & Eng-Chye Tan, "Nonabelian harmonic analysis. Applications of SL(2,R)". Universitext. Springer-Verlag, New York, 1992. xvi+257 pp.  (ISBN 0-387-97768-6).
- Roger Howe & William Barker (2007) Continuous Symmetry: From Euclid to Klein, American Mathematical Society,  (ISBN 978-0-8218-3900-3).
  - Robin Hartshorne (2011) Review of Continuous Symmetry, American Mathematical Monthly 118:565–8.